# Domino Budapest Honvéd Sport Egyestilet
El Domino Honved Budapest Sport Egyesület (Domino o Domino Honved BHSE) és la secció de waterpolo del Budapest Honvéd Futball Club, un club esportiu de Budapest.

## Història
El Domino ha estat l'autèntic dominador de la lliga hongaresa de waterpolo durant primera meitat de la dècada de 2000, guanyant sis títols consecutius des de 2001 fins a 2006. L'any 2004, a més a més, es proclamà campió de la copa d'Europa de waterpolo masculí.

## Palmarès

### Masculí
- 6 vegades campió de la lliga d'Hongria de waterpolo masculí (2001, 2002, 2003, 2004, 2005 i 2006)
- 7 vegades campió de la copa d'Hongria de waterpolo masculí (1953, 1954, 1958, 1959, 1979, 1999 i 2006)
- 1 vegada campió de la copa d'Europa de waterpolo masculí (2004)[2]

### Femení
- 3 vegades campió de la lliga d'Hongria de waterpolo femení (2006, 2007 i 2008)
- 1 vegada campió de la copa LEN de waterpolo femení (2006)